# 福岡県道84号三潴上陽線
福岡県道84号三潴上陽線（ふくおかけんどう84ごう みずまじょうようせん）は、福岡県久留米市から八女市に至る県道（主要地方道）である。

## 概要
久留米市三潴町玉満から八女市上陽町北川内に至る。
久留米市三潴町から筑後市までの区間は進路変更が多く、迷走しやすい。全般的に道幅が狭い区間が多く、特に久留米市荒木町今付近に1車線しかない離合不可能な狭路区間が短区間ながら存在する。八女郡広川町から八女市上陽町までの区間は山間部を通過する。

### 路線データ
- 起点：福岡県久留米市三潴町玉満（新茶屋交差点、福岡県道23号久留米柳川線交点、福岡県道759号壱丁原白口線上）
- 終点：福岡県八女市上陽町北川内（大瀬交差点、福岡県道52号八女香春線交点、福岡県道798号北川内草野線起点）
- 総延長：18.713 km

## 歴史
- 1993年（平成5年）5月11日 - 建設省から、県道三潴上陽線が三潴上陽線として主要地方道に指定される[1]。

## 路線状況

### バイパス
九州自動車道 広川ICの接続道路が本道のバイパスに指定されている。以前は広川ICと国道3号の間の約100 mの区間のみ供用されていたが、2008年（平成20年）6月20日起点方向へ延伸、2009年（平成21年）9月2日さらに起点方向に延伸し、延長約1.3 kmとなった。全区間八女郡広川町内。広川SAの南側で九州自動車道をオーバークロスする。
起点側はさらに延伸の計画があり、福岡県道86号久留米筑後線に接続する全長1,720 mの第3種2級4車線道路として計画されている。現在は「この先工事中」と標識に記されてはいるが、2008年開通区間は久留米広川新産業団地と連絡する町道に接続し、町道経由で県道86号まで全経路2車線で接続している。起点側末端は狭隘な町道に接続しており、2009年開通区間は今のところ大型車両の通行は出来ない。終点側は工業団地入口交差点で国道3号と接続している。

### 重複区間
- 福岡県道759号壱丁原白口線（久留米市三潴町田川・新茶屋交差点（起点） - 久留米市三潴町田川・田川東入口交差点）
- 福岡県道761号本村田川線（久留米市三潴町田川）
- 福岡県道798号北川内草野線（八女市上陽町下横山 - 上陽町北川内・大瀬交差点（終点））

### 道路施設

#### 橋梁
- 下広川橋（広川、八女郡広川町）
- 入口橋（広川、八女郡広川町）
- 大瀬橋（星野川、八女市）

## 地理

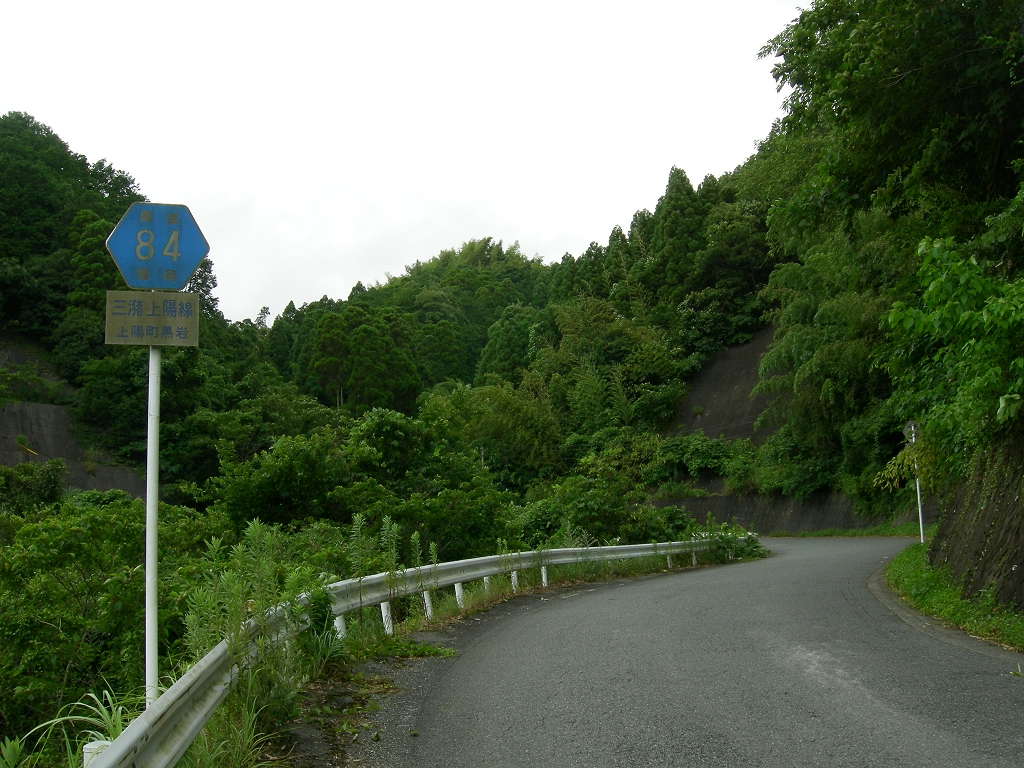
八女市上陽町の登山路で

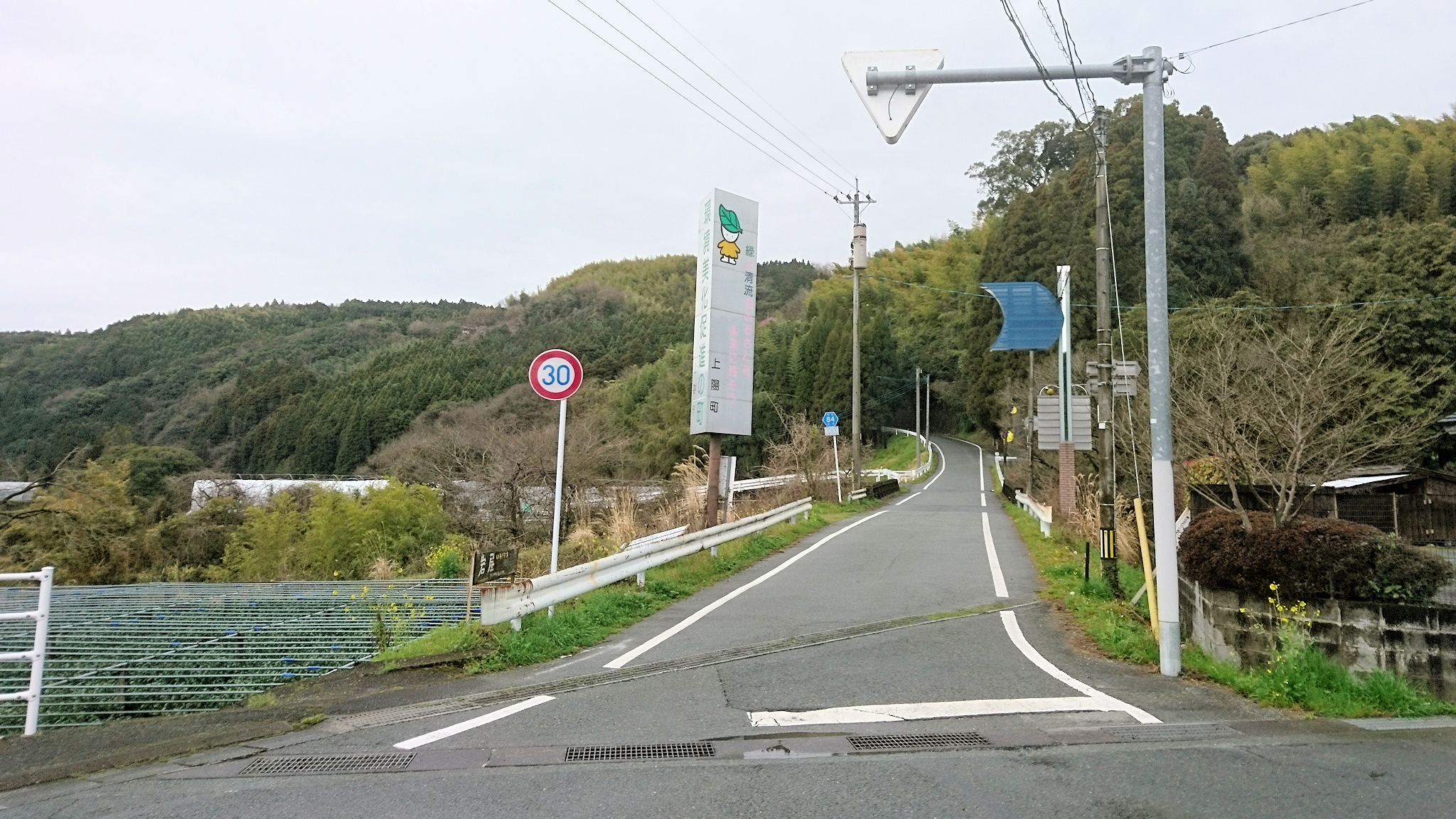
福岡県道84号三潴上陽線（福岡県八女市上陽町）終点そば

### 通過する自治体
- 久留米市
- 筑後市[注釈 2]
- 八女郡広川町
- 八女市

### 交差する道路
| 交差する道路                                                    | 市町村名 | 市町村名 | 交差する場所 | 交差する場所        |
| --------------------------------------------------------------- | -------- | -------- | ------------ | ------------------- |
| 福岡県道23号久留米柳川線 福岡県道759号壱丁原白口線 重複区間起点 | 久留米市 | 久留米市 | 三潴町玉満   | 新茶屋交差点 / 起点 |
| 福岡県道761号本村田川線 重複区間起点                            | 久留米市 | 久留米市 | 三潴町田川   |                     |
| 福岡県道761号本村田川線 重複区間終点                            | 久留米市 | 久留米市 | 三潴町田川   |                     |
| 福岡県道759号壱丁原白口線 重複区間終点                          | 久留米市 | 久留米市 | 三潴町田川   | 田川東入口交差点    |
| 福岡県道89号瀬高久留米線                                        | 久留米市 | 久留米市 | 荒木町今     | 荒木町今交差点      |
| 福岡県道762号古賀十八線                                         | 久留米市 | 久留米市 | 三潴町西牟田 |                     |
| 国道209号                                                       | 筑後市   | 筑後市   | 大字一条     | 一条交差点          |
| 福岡県道86号久留米筑後線                                        | 八女郡   | 広川町   | 大字広川     | 知徳交差点          |
| 福岡県道86号久留米筑後線                                        | 八女郡   | 広川町   | 大字藤田     | [ 注釈 4 ]          |
| 福岡県道713号唐尾広川線                                         | 八女郡   | 広川町   | 大字新代     |                     |
| 国道3号 国道325号 重複                                          | 八女郡   | 広川町   | 大字新代     | 川瀬交差点          |
| 国道3号 国道325号 重複                                          | 八女郡   | 広川町   | 大字日吉     | 工業団地入口交差点  |
| 福岡県道82号久留米立花線                                        | 八女郡   | 広川町   | 大字吉常     | 吉常交差点          |
| 福岡県道800号湯ノ原合川線                                       | 八女郡   | 広川町   | 大字水原     |                     |
| 福岡県道798号北川内草野線 重複区間起点                          | 八女市   | 八女市   | 上陽町下横山 |                     |
| 福岡県道52号八女香春線 福岡県道798号北川内草野線 重複区間終点   | 八女市   | 八女市   | 上陽町北川内 | 大瀬交差点 / 終点   |

### 交差する鉄道
- 西鉄天神大牟田線
- 鹿児島本線
- 九州新幹線

### 沿線
- 久留米市立三潴中学校
- 西鉄天神大牟田線 三潴駅
- 久留米市役所 三潴総合支所
- JR九州鹿児島本線 西牟田駅
- 広川町立下広川小学校
- 広川町役場
- 広川町立中広川小学校
- 広川町立広川中学校
- 広川町立上広川小学校
- 広川ダム
- 星野川
- 里の駅広川くだもの村
- 久留米広川新産業団地（バイパス）
- E3 九州自動車道 10-1 広川IC（バイパス）
- 広川中核工業団地（バイパス）
- 八女市役所 上陽支所（終点付近）